# Дилиус, Фредерик
Фре́дерик Те́одор А́льберт Ди́лиус (англ. Frederick Theodore Albert Delius; 29 января 1862, Брадфорд — 10 июня 1934, Грез-су-Луан) — британский композитор.

## Жизнь и творчество
Фредерик Дилиус происходил из торговой семьи немецкого происхождения. Хотя ещё в детстве он показал музыкальные способности, но по настоянию отца вынужден был в молодости заниматься продажей тканей, для чего совершил поездки в Норвегию и в Париж. В 1884 году Дилиус приезжает во Флориду и покупает там плантацию, намереваясь заняться выращиванием апельсинов. Однако вскоре он бросает сельское хозяйство и начинает учиться музыке — сперва у Томаса Варда, затем в городе Дэнвилле (штат Виргиния), где зарабатывает на жизнь игрой на органе и пением.
В 1886 году Фредерик Дилиус, получив наконец от отца необходимые средства, полтора года обучается в Лейпцигской консерватории у Карла Райнеке и Саломона Ядассона. Вскоре после этого Дилиус знакомится с Эдвардом Григом, оказавшим значительное влияние на творчество английского композитора. После окончания консерватории Дилиус приезжает в Париж, где у него завязываются дружеские отношения также с Полем Гогеном, Августом Стриндбергом и Эдвардом Мунком.
В 1892 году Ф. Дилиус заканчивает свою первую оперу — «Ирмелин», в 1895 выходит вторая — «Волшебный фонтан», в 1897 году — опера «Коанга». С течением времени у композитора оттачивается свой индивидуальный музыкальный стиль, на развитие которого, впрочем, оказали влияние музыка Вагнера и Грига, а позднее — Дебюсси. В 1896 году композитор знакомится с художницей Ёлкой Розен, с которой в 1903 году вступает в брак. В 1897 году он переезжает в городок Грез-су-Луан восточнее Парижа, где пишет значительную часть своих произведений: «Париж: Песнь о Великом городе» для оркестра (1899), оперу «Сельские Ромео и Джульетта» (1901), «Аппалаччио» для хора и оркестра (1903), «Морской дрейф» (1904) для баритона, хора и оркестра, «Мессу жизни» (1905). Здесь же он создаёт свою последнюю оперу «Фенимор и Герда» (1909—1910).
На время Первой мировой войны композитор, опасаясь немецкой оккупации, уезжает в Англию. Здесь он пишет свой «Реквием» (1914—1916), а также несколько инструментальных концертов и сонат. В 20-е годы XX века Ф. Дилиус серьёзно заболел тяжёлой формой сифилиса, в результате чего до конца своей жизни оставался парализованным и слепым. Его 2-ю сонату для скрипки (1923) вынуждена была записывать жена Ё. Розен. В результате Ф. Дилиус на долгие годы оставил сочинение музыки. С 1928 по 1934 годы его личным секретарём служил английский музыкант и композитор Эрик Фенби. Благодаря его помощи, в 1930 году появляется 3-я соната для скрипки, в 1932 — «Идиллия» для сопрано, баритона и оркестра, а также многочисленные мелкие этюды.

## В культуре
Образы Фредерика Дилиуса и его личного секретаря Эрика Фенби были использованы британским писателем Девидом Митчеллом для создания персонажей Вивиана Эйрса и  Роберта Фробишера в своём романе «Облачный атлас».